# Népsziget
Népsziget ([ˈneːpsigɛt]) est un quartier de Budapest situé dans les 4e et 13e arrondissements. 